# 5285 Krethon
Az 5285 Krethon (ideiglenes jelöléssel 1989 EO11) egy kisbolygó a Naprendszerben. Carolyn Shoemaker és Eugene Merle Shoemaker fedezte fel 1989. március 9-én.